# Konzentrationsführung
Konzentrationsführung ist ein Begriff aus der chemischen Reaktionstechnik. Man versteht darunter, durch Wahl des Verweilzeitverhaltens des Apparats, geeignete Zuspeise- und Abzugsstellen sowie eventuelle Rückführungen, gezielt stationäre oder dynamische Konzentrationsprofile einzustellen, die zu einem erwünschten Verhalten des Reaktors beitragen. Daneben wird das Geschehen im Reaktor durch eine geeignete Temperaturführung beeinflusst.
Bei Vorliegen einer einfachen Reaktion steht im Vordergrund, eine möglichst hohe spezifische Produktleistung zu erreichen, also das Erreichen des gewünschten Umsatzes bei gegebenem Durchsatz in einem minimalen Volumen. Hat die Reaktion wie in den meisten Fällen eine positive Reaktionsordnung, so erreicht man die optimale Produktleistung in einem Reaktor mit Strömungsrohrcharakteristik (PFR, Plug Flow Reactor). Mit einem Reaktor mit Rührkesselcharakteristik (CSTR, Continuous Stirred-Tank Reactor) erreicht man dagegen niedrigere Raum-Zeit-Ausbeuten, da die Reaktion im gesamten Volumen auf dem niedrigen Konzentrationsniveau des Austritts stattfindet.
Hat man es dagegen mit komplexen Reaktionen zu tun, also mit dem gleichzeitigen Auftreten von meist unerwünschten Nebenreaktionen, so steht meist die Selektivitätssteuerung im Fokus der Konzentrationsführung. Reagiert das erwünschte Produkt in einer Folgereaktion weiter, so ist der PFR vorzuziehen, da hier im ersten Teil des Rohrs eine niedrige Produktkonzentration bei gleichzeitig hoher Eduktkonzentration vorliegt, die Reaktion also zumindest in diesem Teil sehr selektiv verläuft. Erst wenn man sehr hohe Umsätze und damit Verweilzeiten fordert, bricht die Selektivität im hinteren Teil des Strömungsrohrs ein. Im CSTR liegt dagegen im gesamten Volumen die hohe Produktkonzentration vor, die die Nebenreaktion begünstigt. Liegt dagegen eine zur erwünschten Hauptreaktion parallele unerwünschte Nebenreaktion vor, so hängt die Wahl der optimalen Konzentrationsführung von der Reaktionsordnungen ab. Ist die Reaktionsordnung der Nebenreaktion höher als die der Hauptreaktion, so verläuft die Reaktion bei niedrigem Konzentrationsniveau selektiver, dann ist ein CSTR der geeignete Reaktortyp.
Zur Optimierung der Konzentrationsführung einfacher Reaktionen gibt es grafische Methoden, bei komplexen Reaktionsnetzwerken helfen im Allgemeinen nur Simulationsrechnungen, die optimale Führung der Reaktionen zu finden.
Ein bekanntes Beispiel der gekoppelten Konzentrations- und Temperaturführung ist die Abgasrückführung bei der Verbrennung. Durch den erhöhten Anteil des Abgases im Verbrennungsraum wird die Verbrennungstemperatur reduziert und dadurch die Entstehung von Stickoxiden zurückgedrängt.